# Anton von Eulenstein
Anton Heinrich Sigora von Eulenstein (* 7. Juni 1772 in Wien; † 14. November 1821 ebenda) war ein österreichischer Komponist, Violinist und Beamter.

## Leben
Ab 1768 war Eulenstein in verschiedenen Positionen als Amtsschreiber tätig. Neben seiner Tätigkeit im Staatsdienst widmete er sich der Musik und nahm Unterricht als Komponist. Die Aussage, er sei Schüler von Wolfgang Amadeus Mozart gewesen, lässt sich nicht bestätigen. Von Eulenstein schrieb Violin- und Klavierstücke, Quartette, Lieder und Kirchenmusik. Daneben verfasste er Musik zu Schauspielen, Singspielen, Pantomimen und Operetten, die mit teilweise großem Erfolg vor allem im Theater in der Leopoldstadt und im Theater an der Wien aufgeführt wurden.